# Vauquelinita
La vauquelinita és un mineral rar de plom, coure, crom, fòsfor, oxigen i hidrogen, un fosfat, cromat i hidròxid de fórmula química Pb₂Cu(PO₄)(CrO₄)(OH) i nom químic cromat fosfat hidròxid de coure i diplom, de color variable, entre el verd i el marró fosc, passant per diferents tonalitats de grocs i marrons. Té una duresa de 2,5-3 i una densitat de 6,16 g/cm³, cristal·litza en el sistema monoclínic. El nom fou posat en honor del químic francès Louis Nicolas Vauquelin (1763-1829) que fou el descobridor del crom. Fou descobert el 1818 en el dipòsit Beryozovskoye, als Monts Urals, Rússia.
Segons la classificació de Nickel-Strunz, la vauquelinita pertany a «07.FC - Cromats amb PO₄, AsO₄, SiO₄» juntament amb els següents minerals: fornacita, molibdofornacita, hemihedrita, iranita, cassedanneïta i embreyita.